# Natuurlijke kleur
De natuurlijke kleur is een heraldische kleur waarbij een wapenfiguur wordt afgebeeld in de kleur die die figuur in de natuur heeft. Ook op het schild kan een figuur in de natuurlijke kleuren worden afgebeeld.

## Geschiedenis
In de heraldiek werden wapens in de eerste periode verdeeld in geometrische patronen of herautstukken. Ook dieren en fabeldieren kwamen al voor. Het aantal gebruikte kleuren was zeer beperkt. Men onderscheidde als heraldische kleuren alleen:
- Or (goud)
- Argent (zilver)
- Keel (rood)
- Sabel (zwart)
- Sinopel (groen)
- Azuur (blauw)

Pas veel later  werden ook figuren "in hun natuurlijke kleuren" in wapenbeschrijvingen opgenomen. Men koos voor bomen, mensen en vruchten als wapenfiguur. Zo vonden bruin, oranje en vleeskleur hun plaats in de heraldiek. Paars of scharlaken is in wezen geen heraldische kleur maar zij wordt wel toegepast, soms als natuurlijke kleur.
Synoniem voor natuurlijke kleuren is "in hunne natuurlijke verwen". Soms komt men ook "naar het leven" tegen, wat inhoudt: zo natuurgetrouw mogelijk, dus ook in natuurlijke kleuren.

## Voorbeelden
Vóór 1907 werden de twee schildhouders, de leeuwen in het Nederlandse rijkswapen in hun natuurlijke kleuren afgebeeld. Na 1907 waren de leeuwen "or", dus van goud. De wildemannen, populaire schilddragers, worden altijd in hun natuurlijke kleuren afgebeeld. Leeuwen kunnen in de heraldiek vrijwel elke denkbare kleur hebben, soms zijn ze sinopel (groen), keel (rood), argent (zilver) of sabel (zwart).
adelaar · Agnus Dei · alliantiewapen · andreaskruis · ankerkruis · armoriaal · baldakijn · barensteel · Belgische leeuw · bezant · Bourgondisch kruis · brisure · cartouche · centaur · cordelière · dekkleed · dorpsvlag · dorpswapen· drieberg · dubbelkoppige adelaar · dwarsbalk · fleur de lis · fleuron · Friese adelaar · gaande leeuw · gecarteleerd · Gelderse leeuw · gepaald · gravenkroon · groot wapen · griffioen · hartschild · helmkroon · helmteken · heraldische kleur · herautstuk · hermelijn · hoed · Hollandse tuin · huismerk · Jeruzalemkruis · karbonkel · keizerskroon · keper · koek · kromstaf · kroon · krukkenkruis · kwartier · kwartileren · kwartierzoom · leeuw · markiezenkroon · merlet · molenijzer · motto · muurkroon · nassaublauw · natuurlijke kleur · Nederlandse leeuw · Nederlandse Maagd · ombrellino · ordeketen · palen · pentagram · pijlenbundel · raadselwapen · raaf · respectant · riddertoernooi · rijksbanier · rijkskleuren · rijksstandaard · rijkswapen · roos · Rudolfinische keizerskroon · Saksenros · Saladins Adelaar · scharlakenrood · schildhoofd · schildhouder · schildvoet · schildzoom · schoof · schuinbalk · schuinstreep sinister · sinister · sleutels van Petrus · socialistische heraldiek · sprekend wapen · stadskleuren · standaard · stedenmaagd · ster · tinctuur · vair · vermeerdering · vlag · vorstenhoed · vrijheidshoed · vrijkwartier · vrouwenwapen · wapen · wapenbelasting · Wapenboek Beyeren · Wapenboek Gelre · wapenbord · wapendiploma · wapendier · wapenkast · wapenkoning · wapenmantel · wapenrecht · wapenrol · wapenstier · wapentent · wassende en afnemende maan · Waterlandse zwaan · Westfriese boomwapens · wildeman · wolfsangel · wrong